# Ophiogymna elegans
Ophiogymna elegans är en ormstjärneart som beskrevs av Ljungman 1866. Ophiogymna elegans ingår i släktet Ophiogymna och familjen Ophiothrichidae. Inga underarter finns listade i Catalogue of Life.